# Ocean Bluff-Brant Rock
Ocean Bluff-Brant Rock es un lugar designado por el censo ubicado en el condado de Plymouth en el estado estadounidense de Massachusetts. En el Censo de 2010 tenía una población de 4.970 habitantes y una densidad poblacional de 437,21 personas por km².

## Geografía
Ocean Bluff-Brant Rock se encuentra ubicado en las coordenadas 42°6′10″N 70°39′30″O / 42.10278, -70.65833. Según la Oficina del Censo de los Estados Unidos, Ocean Bluff-Brant Rock tiene una superficie total de 11.37 km², de la cual 5.63 km² corresponden a tierra firme y (50.44%) 5.73 km² es agua.

## Demografía
Según el censo de 2010, había 4.970 personas residiendo en Ocean Bluff-Brant Rock. La densidad de población era de 437,21 hab./km². De los 4.970 habitantes, Ocean Bluff-Brant Rock estaba compuesto por el 97.63% blancos, el 0.4% eran afroamericanos, el 0.08% eran amerindios, el 0.44% eran asiáticos, el 0.02% eran isleños del Pacífico, el 0.58% eran de otras razas y el 0.85% pertenecían a dos o más razas. Del total de la población el 0.97% eran hispanos o latinos de cualquier raza.